# Piwniczna-Zdrój

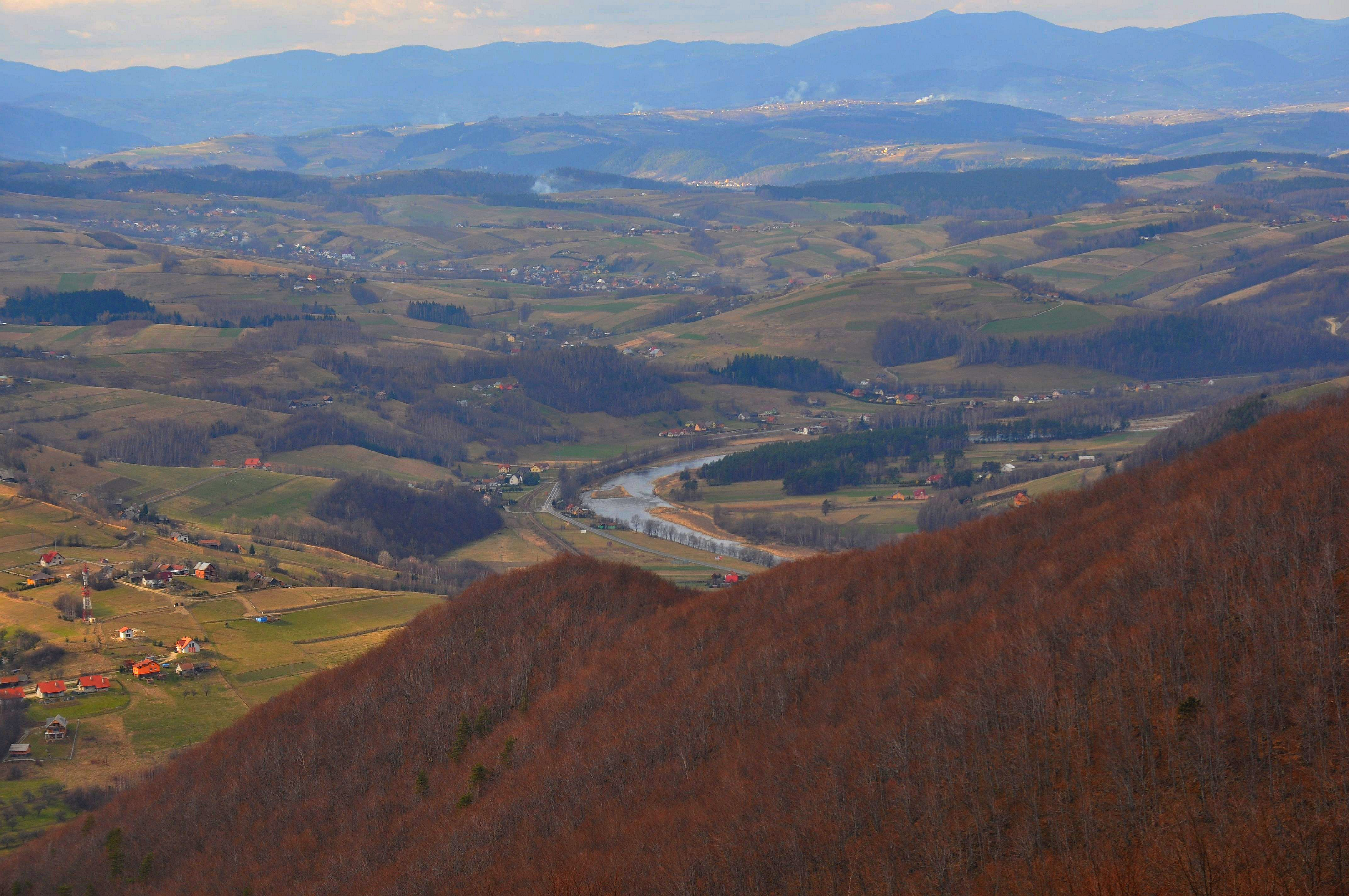
Panorama von Piwniczna-Zdrój

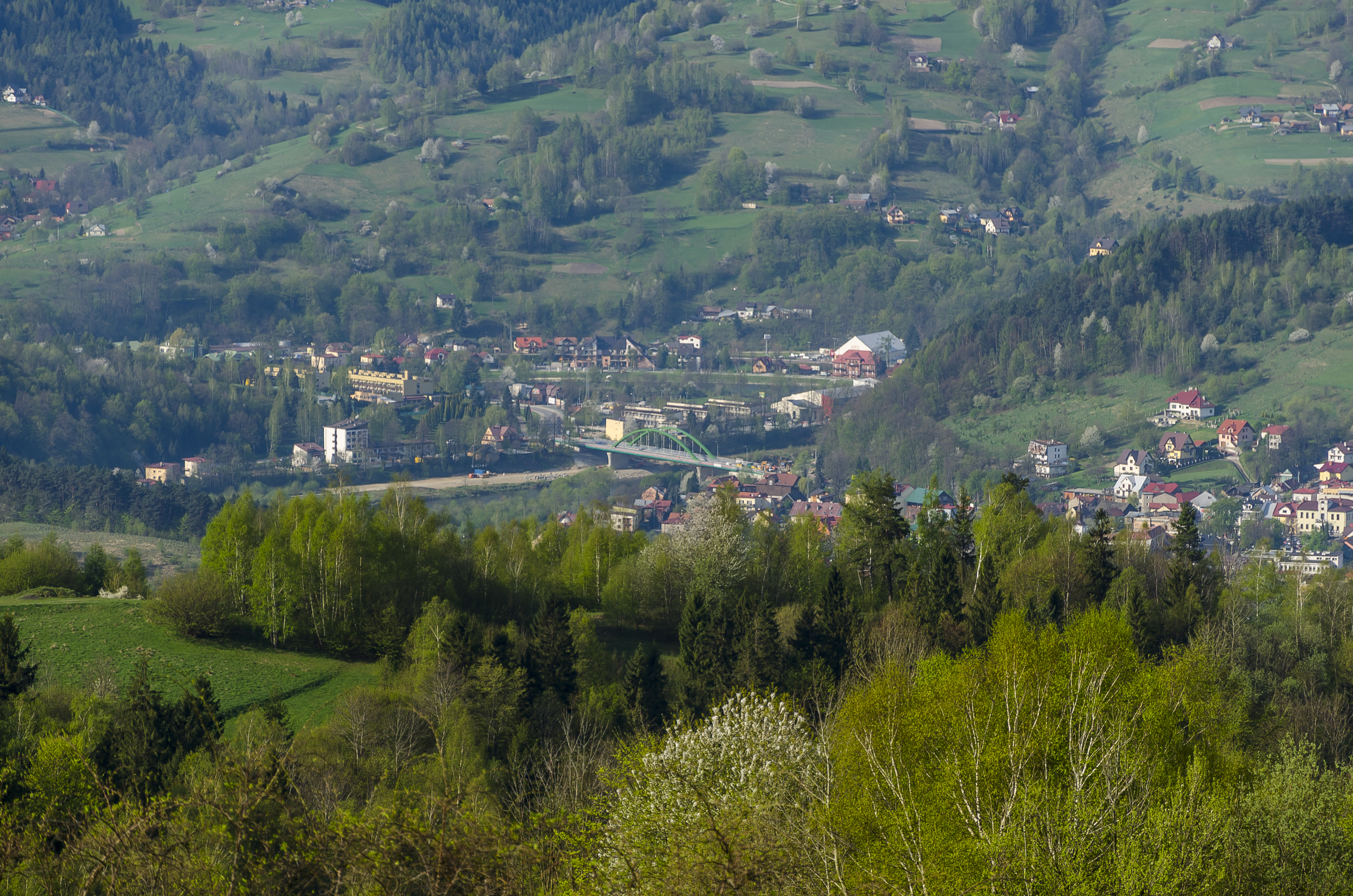
Ortskern

Piwniczna-Zdrój (bis 1998 Piwniczna, deutsch Kellerhals) ist eine Stadt und Kurort sowie Sitz der gleichnamigen Stadt-und-Land-Gemeinde im Powiat Nowosądecki der Woiwodschaft Kleinpolen in Polen.

## Geographie
Der Ort liegt am Poprad in den Sandezer Beskiden.

## Geschichte
Die Stadt wurde im Jahr 1348 laut dem Gründungsprivileg des Königs Kasimir des Großen von Hanko aus Sącz gegründet. Dort befand sich eine Zollkammer an der Grenze zu Ungarn.
Bereits vor der Ersten Polnischen Teilungen besetzten die Habsburger die Umgebung von Nowy Sącz im Jahr 1770. Zwei Jahre später kam Piwniczna zum neuen Königreich Galizien und Lodomerien des habsburgischen Kaiserreichs (ab 1804).
1918, nach dem Ende des Ersten Weltkriegs und dem Zusammenbruch der k.u.k. Monarchie, kam Piwniczna zur Zweiten Polnischen Republik. Im Zweiten Weltkrieg gehörte es zum Distrikt Krakau im Generalgouvernement.
Der Kurort entwickelte sich im späten 19. Jahrhundert, 1884 wurde er von ersten Kurgästen besucht.
Von 1975 bis 1998 gehörte Piwniczna zur Woiwodschaft Nowy Sącz. 1998 wurde Zdrój (Bad) im Namen hinzugefügt.

## Gemeinde
Zur Stadt-und-Land-Gemeinde (gmina miejsko-wiejska) gehören neben der Stadt Piwniczna-Zdrój sieben Ortschaften mit einem Schulzenamt.

## Städtepartnerschaften
- Balatongyörök, Ungarn